# Nadleśnictwo Kolkowo
Nadleśnictwo Kolkowo – dawna jednostka organizacyjna Lasów Państwowych, znajdująca się na terenie powiatu wejherowskiego i puckiego.

## Historia
Nadleśnictwo Kolkowo zostało utworzone w 1947, z części lasów należących do przedwojennych nadleśnictw: Góra, Kolkowo i Wejherowo, obecnego Nadleśnictwa Choczewo oraz lasów prywatnych. W 1973 zostało włączone w skład Nadleśnictwa Wejherowo jako obręb leśny.